# 黄鳍金枪鱼
黃鰭鮪魚，即黄鳍鮪，俗名黃鰭杜仲、黃鰭吞拿，是一种食用鱼，因二背鳍和臀鳍呈黄色而得名，生活全球热带和亚热带海洋中，但不包括地中海，棲息深度1-250公尺。黄鳍金枪鱼体长约为2米，体重200公斤左右，棲息在溫暖海域，成群活動，屬肉食性，以魚類、甲殼類、烏賊等為食，為高經濟價值的食用魚。
黄鳍金枪鱼是游速最快的鱼类之一，最高游速为80公里/小时 ，仅次于剑鱼（130公里/小时）和旗鱼（120公里/小时）。

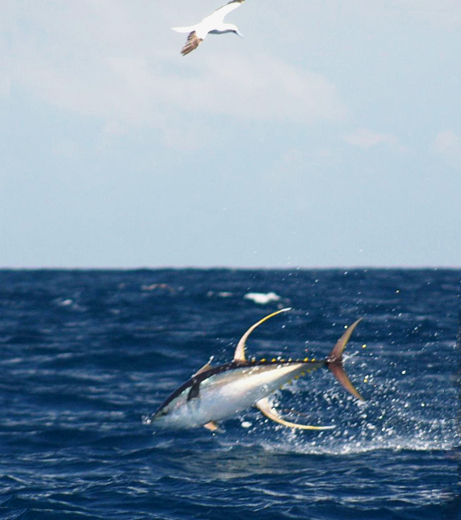
跳出水面的黄鳍金枪鱼

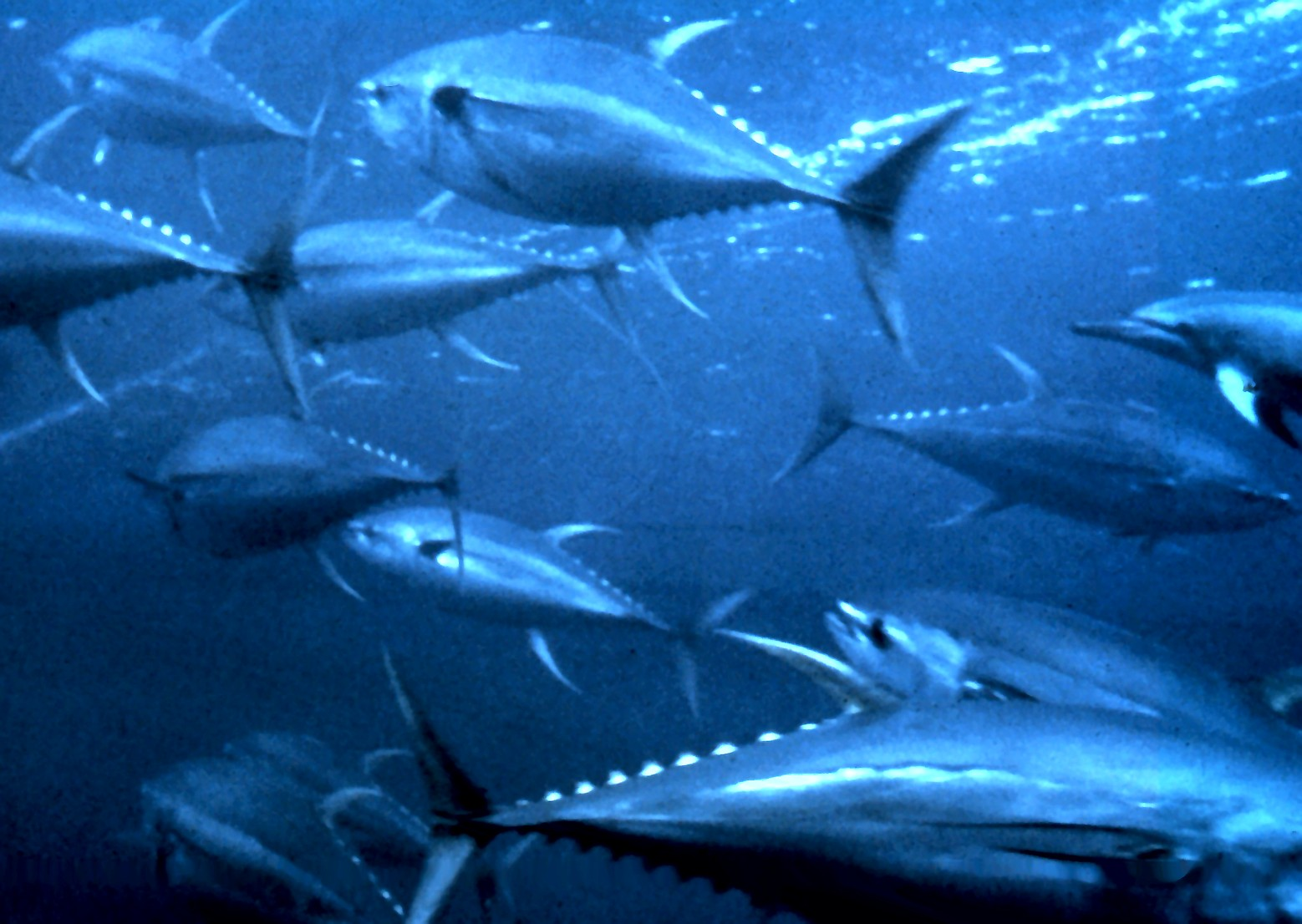
黄鳍金枪鱼群

## 外部連結
- Punt, A. . The IUCN Red List of Threatened Species 1996.   [13 April 2008]. Listed as Least Concern (v2.3).
- Froese, R. & Pauly, D. (eds.) (2008). Thunnus albacares. FishBase. Version 2008-04.
- The Journal of San Diego History Summer 1991, Volume 37, Number 3: 'Pole Fishing for Tuna, 1937-1941: An Interview with Edward S. Soltesz'（页面存档备份，存于）